# Bohdan Wjunnyk
Bohdan Serhijowytsch Wjunnyk (ukrainisch Богдан Сергійович В'юнник, wiss. Transliteration Bohdan Serhijovyč Vʼjunnyk; * 21. Mai 2002 in Charkiw) ist ein ukrainischer Fußballspieler.

## Karriere

### Verein
Bohdan Wjunnyk begann seine Karriere bei Dynamo Kiew. Zur Saison 2017/18 wechselte er in die Jugend von Schachtar Donezk. Im Oktober 2020 gab er bei seinem Kaderdebüt für die Profis in der UEFA Champions League gegen Real Madrid sein Profidebüt für Donezk. Im selben Monat machte er gegen den FK Mariupol auch sein erstes Spiel in der Premjer-Liha. Bis zum Ende der Saison 2020/21 kam er zu fünf Einsätzen in der höchsten Spielklasse. Zur Saison 2021/22 wurde er an den Ligakonkurrenten FK Mariupol verliehen. Für Mariupol kam er bis zur Winterpause zu elf Einsätzen, in denen er ein Tor erzielte.
Nach dem Ausbruch des Ukraine-Krieges im Februar 2022 flüchtete Wjunnyk in die Schweiz und heuerte anschließend im April 2022 beim FC Zürich an, der ihn leihweise für seine U21 verpflichtete. Bis zum Ende der Saison 2021/22 kam er dort zu vier Einsätzen in der drittklassigen Promotion League. Im August 2022 wurde er dann erneut von den Zürchern ausgeliehen, diesmal für die Profis. Bis zur Winterpause kam er dort zu sieben Einsätzen in der Super League, zudem spielte er für den amtierenden Schweizer Meister viermal in der UEFA Europa League.
Im Februar 2023 wurde die Leihe vorzeitig beendet und Wjunnyk an den österreichischen Zweitligisten Grazer AK weiterverliehen. Für den GAK kam er während der Leihe zu 14 Einsätzen in der 2. Liga, in denen er einmal traf.
Im Sommer 2023 kehrte Wjunnyk zunächst zu Schachtar Donezk zurück und bestritt dort in der Hinrunde der Saison 2023/24 noch sechs Spiele, ehe sein Vertrag aufgelöst wurde. Im März 2024 verpflichtete der polnische Zweitligist Lechia Gdańsk den vereinslosen Spieler und stattete ihn mit einem Vierjahresvertrag bis Sommer 2028 aus. Spielberechtigt war er dort jedoch erst zur neuen Saison 2024/25. Die Mannschaft stieg in der Zwischenzeit in die Ekstraklasa auf. In der neuen Erstliga-Spielzeit konnte sich Wjunnyk dort als Stammspieler durchsetzen und wurde mit sieben Toren in 32 Einsätzen, gleichauf mit seinem Sturmkollegen Tomáš Bobček, der beste Torschütze seiner Mannschaft.

### Nationalmannschaft
Wjunnyk spielte zwischen 2017 und 2025 für verschiedene ukrainische Jugendnationalauswahlen. Nach vier Einsätzen mit der U16 im Herbst 2017 bestritt er von Oktober 2018 bis März 2019 sechs weitere Spiele mit der U17-Auswahl. Im März 2021 debütierte er für die U21-Nationalmannschaft. Mit ihr nahm er im Sommer 2023 an der U21-Europameisterschaft teil und kam dort in drei der fünf Turnierspiele zum Einsatz, ehe die Mannschaft im Halbfinale Spanien unterlag. 2025 nahm er mit ihr erneut an der U21-Europameisterschaft teil, bei welcher die ukrainische Auswahl in der Vorrunde ausschied, und bestritt dort alle drei Gruppenspiele. Insgesamt kam er bis zum Erreichen der Altersgrenze damit in vier Jahren auf 36 Einsätze mit der U21, in denen ihm acht Tore gelangen.